# Sulili
Sulili (akadsko 𒋢𒇷𒇷,  Su-li-li) je bil vladar Starega asirskega cesarstva, ki je vladal okoli leta 2000 pr. n. št.
Na Seznamu asirskih kraljev je omenjen kot prvi  od  šestih kraljev, "katerih eponimi niso znani". Seznam omenja tudi to, da je bil naslednik in sin Aminuja, sina in naslednika Ila-kabkabuja. Slednji je spadal med deset kraljev, "katerih očetje so znani".
"Kralji, katerih očetje so znani", so na Seznamu asirskih kraljev zapisani v obratnem vrstnem redu: prvi je zapisan Aminu, ki je bil zadnji, in zadnji Apiašal, ki je bil prvi. Ti vladarji se pogosto štejejo za prednike Amorita Šamši-Adada I. ki je podjarmil mestno državo Ašur. Znanstveniki so skladno s to domnevo sklepali, da je bila prvotna različica Seznama asirskih kraljev napisana (med drugim tudi) kot "poskus, da se upraviči zakonitost vladanja Šamši-Adada I. v mestni državi Ašur z vključitvijo njegovih prednikov v domače asirsko rodoslovje". Ta razlaga ni splošno sprejeta. Cambridgeska Zgodovina starega veka to razlago zavrača in ta del seznama tolmači kot seznam prednikov kralja Sulilija.